# Eurycletodes ephippiger
Eurycletodes ephippiger är en kräftdjursart som beskrevs av Por 1964. Eurycletodes ephippiger ingår i släktet Eurycletodes och familjen Argestidae. Inga underarter finns listade i Catalogue of Life.